# Пенка Чолчева
Пенка Чолчева е български кулинар и журналистка, издателка на редица книги, посветени на готварството. 

## Биография
Първоначално работи като учителка. Поддържа кореспонденция с Христо Чолчев, на когото е помощничка в 1921 година, когато основават „Вестник на жената“. Най-високо тиражираният за времето си вестник и първият в световен мащаб фокусиран изцяло върху жената. Жени се за Христо Чолчев в 1924 година. Нейният първи сборник с рецепти „550 изпитани рецепти“ излиза през 30-те години на XX век, като притурка към „Вестник на жената“.